# Premio Willard Gibbs
Il Premio Willard Gibbs è un premio fondato nel 1910 da William A. Converse che prende il nome da Willard Gibbs. Il premio consiste in una medaglia d'oro ed è assegnato dalla sezione di Chicago dell'American Chemical Society.

## Vincitori
- 1911 Svante Arrhenius
- 1912 Theodore William Richards
- 1913 Leo H. Baekeland
- 1914 Ira Remsen
- 1915 Arthur Amos Noyes
- 1916 Willis R. Whitney
- 1917 Edward W. Morley
- 1918 William M. Burton
- 1919 William A. Noyes
- 1920 Frederick Gardner Cottrell
- 1921 Marie Curie
- 1923 Julius Stieglitz
- 1924 Gilbert N. Lewis
- 1925 Moses Gomberg
- 1926 James Colquhoun Irvine
- 1927 John Jacob Abel
- 1928 William Draper Harkins
- 1929 Claude Silbert Hudson
- 1930 Irving Langmuir
- 1931 Phoebus A. Levene
- 1932 Edward Curtis Franklin
- 1933 Richard Willstatter
- 1934 Harold Clayton Urey
- 1935 Charles August Kraus
- 1936 Roger Adams
- 1937 Herbert Newby McCoy
- 1938 Robert R. Williams
- 1939 Donald Dexter Van Slyke
- 1940 Vladimir Ipatieff
- 1941 Edward A. Doisy
- 1942 Thomas Midgley
- 1943 Conrad A. Elvehjem
- 1944 George O. Curme, Jr.
- 1945 Frank C. Whitmore
- 1946 Linus Pauling
- 1947 Wendell M. Stanley
- 1948 Carl F. Cori
- 1949 Peter J. W. Debye
- 1950 Carl S. Marvel
- 1951 William Francis Giauque
- 1952 William C. Rose
- 1953 Joel H. Hildebrand
- 1954 Elmer K. Bolton
- 1955 Farrington Daniels
- 1956 Vincent du Vigneaud
- 1957 W. Albert Noyes, Jr.
- 1958 Willard F. Libby
- 1959 Hermann I. Schlesinger
- 1960 George B. Kistiakowsky
- 1961 Louis Plack Hammett
- 1962 Lars Onsager
- 1963 Paul Doughty Bartlett
- 1964 Izaak M. Kolthoff
- 1965 Robert S. Mulliken
- 1966 Glenn T. Seaborg
- 1967 Robert Burns Woodward
- 1968 Henry Eyring
- 1969 Gerhard Herzberg
- 1970 Frank H. Westheimer
- 1971 Henry Taube
- 1972 John T. Edsall
- 1973 Paul John Flory
- 1974 Har Gobind Khorana
- 1975 Herman F. Mark
- 1976 Kenneth S. Pitzer
- 1977 Melvin Calvin
- 1978 William O. Baker
- 1979 E. Bright Wilson
- 1980 Frank Albert Cotton
- 1981 Bert Lester Vallee
- 1982 Gilbert Stork
- 1983 John D. Roberts
- 1984 Elias J. Corey
- 1985 Donald J. Cram
- 1986 Jack Halpern
- 1987 Allen J. Bard
- 1988 Rudolph A. Marcus
- 1989 Richard Barry Bernstein
- 1990 Richard N. Zare
- 1991 Günther Wilke
- 1992 Harry B. Gray
- 1993 Peter B. Dervan
- 1994 Frederick Hawthorne
- 1995 John Meurig Thomas
- 1996 Fred Basolo
- 1997 Carl Djerassi
- 1998 Mario J. Molina
- 1999 Lawrence F. Dahl
- 2000 Nicholas Turro
- 2001 Tobin J. Marks
- 2002 Ralph Hirschmann
- 2003 John I. Brauman
- 2004 Ronald Breslow
- 2005 David A. Evans
- 2006 Jacqueline K. Barton
- 2007 Sylvia T. Ceyer
- 2008 Carolyn R. Bertozzi
- 2009 Louis Brus
- 2010 Maurice Brookhart
- 2011 Robert G. Bergman
- 2012 Mark Ratner
- 2013 Charles M. Lieber
- 2014 John E. Bercaw
- 2015 John F. Hartwig
- 2016 Laura L. Kiessling
- 2017 Judith Klinman
- 2018 Cynthia Burrows
- 2019 Marcetta Y. Darensbourg